# Ormosia gerronis
Ormosia gerronis är en tvåvingeart som beskrevs av Alexander 1954. Ormosia gerronis ingår i släktet Ormosia och familjen småharkrankar. Inga underarter finns listade i Catalogue of Life.